# BHG
A BHG, sigla de Brazil Hospitality Group, é uma empresa que opera no segmento imobiliário, com especialização em hotelaria. A empresa tinha suas ações listadas na BM&FBovespa. A empresa representa as marcas Royal Tulip, Golden Tulip e Tulip Inn no Brasil e na América Latina. A BHG ainda possui hotéis com bandeiras próprias, Soft Inn (hotéis super econômicos) e hotéis sem bandeira como o "Marina Palace".
Terceiro maior grupo hoteleiro do Brasil, possui hotéis próprios e administrados, assim como propriedades com gestão mista. Ao todo são 53 hotéis em operação, e mais 7 a serem inaugurados em 2015.
No fim de 2014, a empresa deixou de operar seus papeis no mercado de valores.
A BHG surgiu depois que a "GP Investimentos" comprou a administradora de hotéis "Chambertin", criada em São Paulo. Com essa compra, criou-se a empresa "LA Hotels", que com dinheiro em caixa adquiriu 3 hotéis no Rio de Janeiro que pertenciam a Luxor e um hotel em São Paulo, antigo Della Volpe na região central. Para acelerar o crescimento, se fundiram com a empresa paulista do ramo imobiliário e com capital aberto na Bovespa Investur, empresa que possuía na época o hotel renomado Txai, e vários terrenos prontos para monetização. Com a união dessas duas empresas criou-se oficialmente a BHG.

## Lista de Hotéis
| HOTEL                                 | CIDADE                     | CATEGORIA  |  |
| ------------------------------------- | -------------------------- | ---------- |  |
| ROYAL TULIP BRASÍLIA ALVORADA         | BRASÍLIA - DF              | 5 ESTRELAS |  |
| ROYAL TULIP RIO SÃO CONRADO           | RIO DE JANEIRO - RJ        | 5 ESTRELAS |  |
| GOLDEN TULIP GOIÂNIA ADDRESS          | GOIÂNIA - GO               | 4 ESTRELAS |  |
| GOLDEN TULIP SÃO PAULO PAULISTA       | SÃO PAULO - SP             | 4 ESTRELAS |  |
| GOLDEN TULIP BELÉM                    | BELÉM - PA                 | 4 ESTRELAS |  |
| GOLDEN TULIP BRASÍLIA ALVORADA        | BRASÍLIA - DF              | 4 ESTRELAS |  |
| GOLDEN TULIP SÃO JOSÉ DOS CAMPOS      | SÃO JOSÉ DOS CAMPOS - SP   | 4 ESTRELAS |  |
| GOLDEN TULIP RIO LEME                 | RIO DE JANEIRO - RJ        | 4 ESTRELAS |  |
| GOLDEN TULIP FORTALEZA                | FORTALEZA - CE             | 4 ESTRELAS |  |
| GOLDEN TULIP NATAL PETRÓPOLIS         | NATAL - RN                 | 4 ESTRELAS |  |
| GOLDEN TULIP CUIABÁ                   | CUIABÁ - MT                | 4 ESTRELAS |  |
| GOLDEN TULIP SÃO PAULO JARDINS        | SÃO PAULO - SP             | 4 ESTRELAS |  |
| GOLDEN TULIP PAULISTA PLAZA           | SÃO PAULO - SP             | 4 ESTRELAS |  |
| GOLDEN TULIP NATAL PONTA NEGRA        | NATAL - RN                 | 4 ESTRELAS |  |
| GOLDEN TULIP ANGRA DOS REIS           | ANGRA DOS REIS - RJ        | 4 ESTRELAS |  |
| GOLDEN TULIP PORTO VITÓRIA            | VITÓRIA - ES               | 4 ESTRELAS |  |
| GOLDEN TULIP RECIFE BOA VIAGEM        | RECIFE - PE                | 4 ESTRELAS |  |
| GOLDEN TULIP RIO COPACABANA           | RIO DE JANEIRO - RJ        | 4 ESTRELAS |  |
| GOLDEN TULIP SALVADOR                 | SALVADOR - BA              | 4 ESTRELAS |  |
| HOTEL GRAN SOLARE LENÇÓIS MARANHENSES | BARREIRINHAS - MA          | 4 ESTRELAS |  |
| HOTEL GRAND PLAZA SÃO PAULO JARDINS   | SÃO PAULO - SP             | 4 ESTRELAS |  |
| HOTEL LUZ PLAZA SÃO PAULO             | SÃO PAULO - SP             | 4 ESTRELAS |  |
| HOTEL MARINA PALACE RIO LEBLON        | RIO DE JANEIRO - RJ        | 4 ESTRELAS |  |
| HOTEL PERGAMON FREI CANECA            | SÃO PAULO - SP             | 4 ESTRELAS |  |
| HOTEL THE CAPITAL SÃO PAULO ITAIM     | SÃO PAULO - SP             | 4 ESTRELAS |  |
| HOTEL HAMPTON PARK SÃO PAULO JARDINS  | SÃO PAULO - SP             | 3 ESTRELAS |  |
| HOTEL PRESIDENTE UBERLÂNDIA           | UBERLÂNDIA - MG            | 3 ESTRELAS |  |
| HOTEL SÃO LUÍS AMERICAN               | SÃO LUÍS - MA              | 3 ESTRELAS |  |
| HOTEL SAO LUÍS NUMBER ONE             | SÃO LUÍS - MA              | 3 ESTRELAS |  |
| TULIP INN CURITIBA BATEL              | CURITIBA - PR              | 3 ESTRELAS |  |
| TULIP INN BELÉM BATISTA CAMPOS        | BELÉM - PA                 | 3 ESTRELAS |  |
| TULIP INN CAMPO LARGO                 | CAMPO LARGO - PR           | 3 ESTRELAS |  |
| TULIP INN CAMPOS DOS GOYTACAZES       | CAMPOS DOS GOYTACAZES - RJ | 3 ESTRELAS |  |
| TULIP INN PORTO ALEGRE                | PORTO ALEGRE - RS          | 3 ESTRELAS |  |
| TULIP INN RIO COPACABANA              | RIO DE JANEIRO - RJ        | 3 ESTRELAS |  |
| TULIP INN BELÉM HANGAR                | BELÉM - PA                 | 3 ESTRELAS |  |
| TULIP INN ITAGUAI                     | ITAGUAI - RJ               | 3 ESTRELAS |  |
| TULIP INN BELÉM NAZARÉ                | BELÉM - PA                 | 3 ESTRELAS |  |
| TULIP INN SÃO PAULO PAULISTA          | SÃO PAULO - SP             | 3 ESTRELAS |  |
| TULIP INN SÃO LUÍS PRAIABELLA         | SÃO LUÍS - MA              | 3 ESTRELAS |  |
| TULIP INN FORTALEZA                   | FORTALEZA - CE             | 3 ESTRELAS |  |
| TULIP INN SANTA FELICIDADE            | CURITIBA - PR              | 3 ESTRELAS |  |
| TULIP INN SÃO JOSE DOS PINHAIS        | SÃO JOSÉ DOS PINHAIS - PR  | 3 ESTRELAS |  |
| TULIP INN BELO HORIZONTE              | BELO HORIZONTE - MG        | 3 ESTRELAS |  |
| TULIP INN SETE LAGOAS                 | SETE LAGOAS - MG           | 3 ESTRELAS |  |
| TULIP INN SOBRAL                      | SOBRAL - CE                | 3 ESTRELAS |  |
| SOFT INN BELÉM BATISTA CAMPOS         | BELÉM - PA                 | 2 ESTRELAS |  |
| SOFT INN BELÉM HANGAR                 | BELÉM - PA                 | 2 ESTRELAS |  |
| SOFT INN GOIÂNIA MEGA MODA            | GOIÂNIA - GO               | 2 ESTRELAS |  |
| SOFT INN RIO LAPA                     | RIO DE JANEIRO - RJ        | 2 ESTRELAS |  |
| SOFT INN SÃO LUÍS                     | SÃO LUÍS - MA              | 2 ESTRELAS |  |